# Magnus Dahl
Pour les articles homonymes, voir Dahl.
Magnus Dahl, né le 28 septembre 1988 est un joueur norvégien de handball. Il mesure 1,98 m et pèse 95 kg. Il évolue au poste de gardien de but au Skjern Håndbold et en équipe nationale de Norvège.

## Biographie
Après avoir fait ses débuts en championnat norvégien et avoir disputé notamment la Ligue des Champions, il signe en 2010 à Paris où il garde la cage avec Patrice Annonay.
En 2012, après l'arrivée du Qatar Investment Authority au Paris Handball, il n'entre plus dans les plans du club et est prêté à l'Atlético de Madrid.
À la suite du départ d'Arpad Šterbik puis de la blessure de José Javier Hombrados, il devient le gardien titulaire de l'équipe espagnole et se révèle alors aux yeux du public. Toutefois, la liquidation judiciaire du club le conduit à quitter l'Espagne et il rejoint alors le club allemand du HSG Wetzlar. S'il a eu du temps de jeu lors de la saison 2013-14 il joue son dernier match en mai 2014 et n'apparaît pas du tout sur le terrain la saison suivante. En janvier 2015 il rompt son contrat à l'amiable avec Wetzlar et après des essais concluants en Suède, il signe à IFK Kristianstad pour finir la saison en cours.
En 2015, il rejoint les rangs du club danois du Skjern Håndbold où il met un terme à sa carrière en 2017.
Il est international norvégien depuis 2009 mais subit la concurrence de gardiens expérimentés, tels Steinar Ege ou Ole Erevik.